# 天鵝座31
天鵝座31(天鵝座ο1)，又名BD+46 2882，HD 192577、SAO 49337、HR 7735，是天鵝座的一颗恒星，视星等为3.79，位于銀經82.68，銀緯6.78，其B1900.0坐标为赤經20h 10m 28.9s，赤緯+46° 6.78′ 16″。